# نستراشوویتسه
نستراشوویتسه (به چکی: Nestrašovice) یک منطقهٔ مسکونی در جمهوری چک است که در ناحیه پریبرام واقع شده‌است.